# نقل مکان به بهشت
نقل مکان به بهشت (انگلیسی: Move to Heaven; کره‌ای: 무브 투 헤븐: 나는 유품정리사입니다) یک مجموعهٔ تلویزیونی کره جنوبی به کارگردانی یون جی-ریون است. در این مجموعهٔ اصلی نتفلیکس، لی جه-هون، تانگ جون-سانگ، جی جین-هی، لی جه-ووک و هونگ سونگ-هی به ایفای نقش می‌پردازند. این مجموعه، داستان مرد جوان مبتلا به اوتیسم (تانگ جون-سانگ) و سرپرست او (لی جه-هون) را روایت می‌کند. این مجموعه در ۱۴ مه ۲۰۲۱، توسط نتفلیکس در سراسر جهان منتشر شد.

## بازیگران

### اصلی
- لی جه-هون در نقش چو سانگ-گو[۳]
- تانگ جون-سانگ در نقش هان گو-رو